# Kommunalrecht (Deutschland)
Das Kommunalrecht stellt in Deutschland einen Bestandteil des Verwaltungsrechts dar. Es regelt die Rechtsstellung kommunaler Gebietskörperschaften. Hierzu zählen insbesondere Gemeinden, Landkreise und höhere Gemeindeverbände. Diese gehören zur mittelbaren Staatsverwaltung und zeichnen sich durch eine besondere Eigenständigkeit bei der Erledigung ihrer Aufgaben aus.
Grundlage des Kommunalrechts ist die kommunale Selbstverwaltung, die durch Art. 28 Abs. 2 Satz 1 Grundgesetz (GG) sowie durch ähnliche Bestimmungen in den Verfassungen der Länder gewährleistet wird. Danach ist die Gemeinde befugt, alle Angelegenheiten der örtlichen Gemeinschaft in eigener Verantwortung zu regeln.
Die nähere Ausgestaltung des Kommunalrechts erfolgt gemäß Art. 70 GG durch Landesrecht. In allen deutschen Ländern mit Ausnahme der Stadtstaaten Berlin und Hamburg regeln Gemeindeordnungen den Aufbau der Gemeinde und ihre Stellung innerhalb der Verwaltung. Um weitere Rechtsquellen des Kommunalrechts handelt es sich bei Landkreisordnungen, Kommunalwahlgesetzen, Gesetzen über die kommunale Gemeinschaftsarbeit sowie Satzungen und Rechtsverordnungen. In der Freien Hansestadt Bremen, zu der auch die Stadt Bremerhaven gehört, besteht die Besonderheit, dass die Kommunalverfassung Bremerhavens durch eine städtische Satzung geregelt wird, während das Kommunalverfassungsrecht der Stadtgemeinde Bremen sich unmittelbar aus der bremischen Verfassung ergibt.

## Entstehungsgeschichte
Das Konzept, dass die Gemeinde eigene Angelegenheiten weitgehend eigenständig regelt, entstand bereits in der Antike. Als geschriebene Rechtsposition der Gemeinde wurde die Selbstverwaltung erstmals infolge der französischen Revolution und der Besatzung durch das napoleonische Frankreich in vielen deutschen Staaten garantiert. Als früheste diesbezügliche Regelung gilt eine Bestimmung der preußischen Städteordnung von 1808. Auch die Paulskirchenverfassung von 1849 garantierte die kommunale Selbstverwaltung. Zwar erlangte diese wegen des Widerstands zahlreicher deutscher Teilstaaten keine Rechtswirksamkeit, allerdings griffen spätere Verfassungen der deutschen Staaten diese Gewährleistung auf, etwa die preußische Gemeindeordnung von 1850. Die Bismarcksche Reichsverfassung von 1871 garantierte die kommunale Selbstverwaltung indessen nicht.
Verfassungsrechtlichen Schutz erhielt die kommunale Selbstverwaltungsgarantie durch die Weimarer Reichsverfassung (WRV) von 1919. Art. 127 WRV gewährleistete diese, sah allerdings die Möglichkeit vor, sie durch Gesetz einzuschränken. Nach der Machtübernahme der Nationalsozialisten 1933 wurde die kommunale Selbstverwaltung ausgehöhlt: Bereits am 4. Februar ordnete Hermann Göring als kommissarischer preußischer Innenminister die zwangsweise Auflösung sämtlicher Gemeindevertretungen Preußens zum 8. Februar an und ordnete Neuwahlen für den 12. März an. Gleichzeitig wurden Gemeindeorgane wie Räte und Bürgermeister reichsweit unter Gewaltandrohung aufgelöst und deren Amtswalter rechtswidrig inhaftiert. Das nicht parlamentarisch zustande gekommene Preußische Gemeindeverfassungsgesetz vom 15. Dezember 1933 vereinheitlichte – „bis ein Reichsgesetz demnächst eine grundlegende Reform der Gemeindeverfassung für das ganze Reich durchführt“ – das bis dahin in Preußen geltende unterschiedliche Kommunalrecht zum 1. Januar 1934 nach nationalsozialistischen Grundsätzen: Durch Einführung des Führerprinzips wurde der Bürgermeister als Gemeindeleiter ohne Wahl auf zwölf Jahre berufen und durfte in der Gemeinde alle Entscheidungen ohne Gemeinderat treffen. Statt eines Gemeinderates gab es „verdiente und erfahrene Bürger“, die von Funktionären der NSDAP ernannt wurden und den Bürgermeister berieten. Nur ihre Bezeichnung „Ratsherren“ und „Gemeindeälteste“ klangen noch ähnlich wie früher. Konsequent folgte zum 1. April 1935 die reichseinheitliche und in den Einzelbestimmungen weitgehend identische Deutsche Gemeindeordnung. Sie schaffte das bisherige föderalistisch strukturierte Gemeindeverfassungsrecht der deutschen Länder ab und führte eine zentralistische Regelung ein.
Nach dem Ende der nationalsozialistischen Herrschaft 1945 förderten die Militärregierungen der westlichen Besatzungsmächte in Deutschland den Wiederaufbau der kommunalen Selbstverwaltung nach demokratischen Grundsätzen. Die kommunale Selbstverwaltungsgarantie wurde in den Landesverfassungen sowie in Art. 28 Abs. 2 Satz 1 GG normiert.

## Stellung der Gemeinde innerhalb der Staatsorganisation
Bei der Gemeinde handelt es sich um eine Untergliederung des Bundeslands. Als Verwaltungseinheit zählt sie zur Exekutive. Zwar besitzt die Gemeindeorganisation Parallelen zur Organisation der Legislative, allerdings fehlt es der Gemeinde an der Möglichkeit, Parlamentsgesetze zu erlassen. Aufgrund ihrer organisatorischen Eigenständigkeit zählt die Gemeinde zur mittelbaren Staatsverwaltung.
Die Gemeinde ist ihrer Rechtsnatur nach eine Gebietskörperschaft. Es handelt sich demnach um eine Körperschaft des öffentlichen Rechts, die sich durch die Herrschaft über ein abgegrenztes Gebiet auszeichnet und über eine mitgliedschaftliche Organisation verfügt. Mitglieder der Gemeinde sind natürliche und juristische Personen, die ihren Wohnsitz im Gemeindegebiet haben. Die Gemeinde besitzt die Rechtsform einer juristischen Person des öffentlichen Rechts.
Um weitere kommunale Gebietskörperschaften handelt es sich bei Gemeindeverbänden und Landkreisen. In einigen Ländern existieren zusätzlich Samtgemeinden, Verwaltungsgemeinschaften und ähnliche Gliederungen. So hat beispielsweise das Land Niedersachsen durch die Fusion des Landkreises Hannover mit der kreisfreien Stadt Hannover die Region Hannover geschaffen, die ebenfalls eine kommunale Gebietskörperschaft darstellt. Die Organisation dieser Körperschaften hat Parallelen zur Organisation der Gemeinde.

## Kommunale Selbstverwaltung
Die Garantie der kommunalen Selbstverwaltung räumt der Gemeinde gegenüber anderen Hoheitsträgern das Recht ein, sich eigenständig zu verwalten. Sie wird durch Art. 28 Abs. 2 Satz 1 GG gewährleistet. Zahlreiche Landesverfassungen enthalten eine ähnliche Garantie, deren Gewährleistungsumfang mindestens dem des Art. 28 Abs. 2 Satz 1 GG entspricht und in einigen Ländern sogar über diesen hinausgeht. Die Selbstverwaltungsgarantien des Grundgesetzes und der Landesverfassungen werden durch die Rechtsprechung im Grundsatz gleich ausgelegt.
Bei der kommunalen Selbstverwaltungsgarantie handelt es sich um eine Staatsorganisationsbestimmung. Zwar besitzt sie strukturelle Parallelen zu Grundrechten, allerdings knüpft sie historisch an die Garantie der WRV an, die ebenfalls staatsorganisationsrechtlicher Art war. Zudem wird die Verletzung der Selbstverwaltungsgarantie nicht mittels der für Grundrechtsverletzungen vorgesehenen Verfassungsbeschwerde geltend gemacht, sondern mit der Kommunalverfassungsbeschwerde.
Die kommunale Selbstverwaltungsgarantie bindet die gesamte Staatsgewalt. Hierzu zählen insbesondere Bund und Länder sowie andere Kommunalverbände. Auch beschränkt sie nach Auffassung der Rechtsprechung das Recht der Gemeinde, die Erfüllung ihrer Aufgaben zu privatisieren. So befand das Bundesverwaltungsgericht die Privatisierung eines Weihnachtsmarkts für unzulässig, da dieser zu große kulturelle und soziale Bedeutung für die Gemeinde besaß.
Die Rechtswissenschaft beschreibt den Gewährleistungsinhalt der kommunalen Selbstverwaltungsgarantie mithilfe dreier Gewährleistungen: Der Rechtssubjektsgarantie, der Rechtsinstitutionsgarantie sowie der subjektiven Rechtsstellungsgarantie.

### Rechtssubjektsgarantie
Die Rechtssubjektsgarantie schützt den Bestand der Verwaltungseinheit „Gemeinde“. Dies verpflichtet die Länder, eine kommunale Verwaltungsebene zu bilden und zu erhalten.
In die Rechtssubjektsgarantie greift ein übergeordneter Hoheitsträger ein, indem er die kommunale Verwaltungsebene insgesamt oder eine einzelne Gemeinde auflöst. Ersteres stellt stets eine Verletzung von Art. 28 Abs. 2 Satz 1 GG dar. Letzteres ist zulässig, sofern die betroffene Gemeinde vorher angehört wird und die Maßnahme auf einem sachlich tragfähigen Grund beruht, etwa der Förderung des Allgemeinwohls.

### Rechtsinstitutionsgarantie
Die Rechtsinstitutionsgarantie gewährleistet das Recht der Gemeinde, eigene Angelegenheiten in eigener Verantwortung zu regeln. Hierbei handelt es sich um Angelegenheiten, die in der örtlichen Gemeinschaft wurzeln oder auf sie einen spezifischen Bezug haben. Indizien für die Bewertung einer Materie als Angelegenheit der örtlichen Gemeinschaft sind die Historie und die Verwaltungspraxis. Um typische Angelegenheiten der örtlichen Gemeinschaft handelt es sich beispielsweise bei der Daseinsvorsorge und beim Betrieb einer Sparkasse.
Soweit eine Angelegenheit der örtlichen Gemeinschaft nicht in die Zuständigkeit des Landes oder Bundes fällt, ist gemäß Art. 28 Abs. 2 Satz 1 GG die Gemeinde für diese zuständig. Dies bezeichnet die Rechtswissenschaft als Allzuständigkeit der Gemeinde. Hieraus folgt, dass die Gemeinde eigenständig Aufgaben schaffen und umfassend über deren Erfüllung bestimmen darf. Die Gemeinde besitzt also ein Aufgabenerfindungsrecht.
Die freiwillige Begründung und Erfüllung von Aufgaben findet ihre Grenze in der staatlichen Kompetenzordnung: Die Gemeinde darf lediglich solche Aufgaben an sich ziehen, die einen Bezug zu ihrer örtlichen Gemeinschaft aufweisen. Daher darf sie keine Aufgaben an sich ziehen, die in die Kompetenz von Bund, Land oder einer anderen Gemeinde fallen. So darf beispielsweise kein kommunales Kindergeld ausgezahlt werden, da dies in die Bundeskompetenz zur Regelung des Familienlastenausgleichs eingreife. Ebenfalls darf die Gemeinde keine Werbeverbote erlassen.

#### Gemeindehoheiten
Den Begriff der Angelegenheit der örtlichen Gemeinschaft konkretisiert die Rechtswissenschaft durch den Katalog der Gemeindehoheiten. Hierbei handelt es sich um Bereiche, die typischerweise in die Zuständigkeit der Gemeinde fallen.
Die Aufgabenerledigung durch die Gemeinde erfolgt innerhalb der Grenzen ihrer Leistungsfähigkeit. Die Erledigung von Aufgaben, die darüber hinausgehen, können auch von der nächsthöheren Ebene übernommen werden.

##### Gebietshoheit
Die Gebietshoheit bezeichnet die rechtliche Gewalt der Gemeinde über ihr Gemeindegebiet. Innerhalb dessen darf die Gemeinde Hoheitsgewalt ausüben.

##### Organisationshoheit
Kraft ihrer Organisationshoheit bestimmt die Gemeinde Struktur und Abläufe in ihrer Verwaltung. So entscheidet sie etwa eigenverantwortlich darüber, welche Behörden sie schafft, welchen Aufgaben sie ihnen zuweist und wie sie diese ausstattet.

##### Personalhoheit
In engem Zusammenhang zur Organisationshoheit steht die Personalhoheit. Diese bezeichnet das Recht der Gemeinde, als Dienstherr aufzutreten. Hiernach entscheidet sie über die Schaffung von Stellen in ihrer Verwaltung und über deren Besetzung mit Personal.

##### Kooperationshoheit
Ebenfalls einen engen Bezug zur Organisationshoheit besitzt die Kooperationshoheit. Diese bezeichnet das Recht der Gemeinde, eigenständig über die Kooperation mit anderen Kommunen zu entscheiden. Hiernach besitzt die Gemeinde das Recht, in ihren Angelegenheiten mit anderen Gemeinden zusammenzuarbeiten. Den rechtlichen Rahmen kommunaler Kooperation konkretisiert Landesrecht.

##### Finanzhoheit

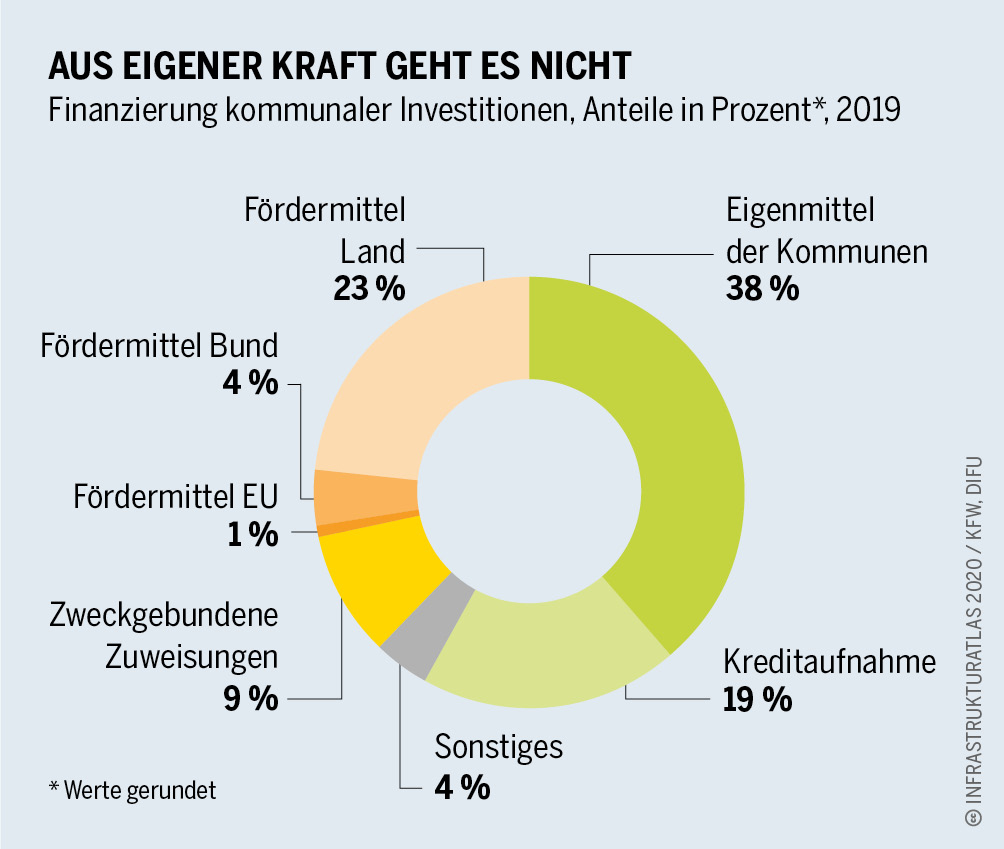
Finanzierung der kommunalen Investitionen in Deutschland, anteilig nach Herkunft der Mittel, 2019. Quelle: Infrastrukturatlas 2020

Die Finanzhoheit berechtigt die Gemeinde, eigenverantwortlich Einnahmen und Ausgaben zu verwalten. Dieses Recht ist in der Gemeindeordnung sowie in weiteren Landesgesetzen näher ausgestaltet.
Die Finanzhoheit bezeichnet das Recht, das eigene Vermögen zu verwalten und Steuern zu erheben. Eigenes Vermögen erlangt die Gemeinde insbesondere durch Gemeindelasten, wie Steuern, Gebühren und Beiträge sowie durch Zuweisungen anderer öffentlicher Träger.
Die kommunale Finanzhoheit räumt der Gemeinde ferner einen Anspruch auf Bereitstellung einer finanziellen Mindestausstattung ein, damit diese ihre Aufgaben wahrnehmen kann. Dieser Anspruch richtet sich grundsätzlich gegen das Bundesland, in dem die Gemeinde liegt. Gemäß Art. 106 Abs. 7 GG müssen die Länder im Rahmen des kommunalen Finanzausgleichs einen prozentualen Anteil der ihnen zustehenden Gemeinschaftsteuern an die Kommunen weiterleiten.
Darüber hinaus stellt die Gemeinde einen Haushaltsplan auf und setzt diesen um. Dieser wird von der Verwaltung durch den Kämmerer der Gemeinde aufgestellt und durch den Rat beschlossen. In der Praxis kommt es hier zwischen den Kommunen und den Ländern häufig zu Streitigkeiten, da diese die Kommunen nicht mit ausreichenden Finanzmitteln ausstatten (Konnexitätsprinzip), so dass die Gemeinden über zu wenig Geld verfügen, um ihre eigenen Angelegenheiten zu regeln.
Entsprechend der kommunalen Haushaltshoheit wird bei der Rechnungsprüfung der Vollzug des kommunalen Haushaltsplans und die rechtliche und wirtschaftliche Verwendung der Mittel durch unmittelbar dem Rat verantwortliche – und diesem nicht unterstehende, also unabhängige – Rechnungsprüfungsämter überprüft.

##### Planungshoheit
Die Planungshoheit berechtigt die Gemeinde, ihre städtebauliche Entwicklung im Rahmen der Bauleitplanung eigenverantwortlich zu gestalten. Hierzu stellt sie Flächennutzungspläne und Bebauungspläne auf. Weiterhin plant die Gemeinde die Entwicklung kommunale Einrichtungen, etwa durch Schulentwicklungs- und Kindergartenpläne.
Nimmt eine höhere Behörde eine Planung vor, die Gemeindebelange berührt, gebietet die Planungshoheit, dass die betroffene Gemeinde in das Verfahren eingebunden wird. So muss beispielsweise im Rahmen eines Baugenehmigungsverfahrens gemäß § 36 Baugesetzbuch (BauGB) die Gemeinde beteiligt werden, in deren Gebiet gebaut werden soll. Ferner muss sich eine Gemeinde, die eine Bauleitplanung vornimmt, gemäß § 2 Abs. 2 BauGB mit ihren Nachbargemeinden abstimmen und auf deren Belange Rücksicht nehmen. Die Raumordnungspläne der Länder müssen nach dem Gegenstromprinzip die kommunale Bauleitplanung berücksichtigen.

##### Rechtssetzungshoheit
Die Rechtssetzungshoheit gewährleistet das Recht der Gemeinde, eigene Angelegenheiten durch Erlass von Rechtssätzen zu erlassen. Überwiegend erfolgt dies mittels Satzungen. Bei einer Satzung handelt es sich um ein Gesetz im materiellen Sinn, das diejenigen bindet, die der satzungsgebenden juristischen Person angehören. Die gemeindliche Satzungsautonomie soll der Gemeinde die Möglichkeit geben, Recht zu erlassen, das auf die örtlichen Bedürfnisse zugeschnitten ist. Ferner erfolgt der Erlass von Recht auf Gemeindeebene im Regelfall schneller als der Erlass eines Bundes- oder Landesgesetzes. Daher gibt die Satzungsautonomie der Gemeinde die Möglichkeit, ihr Recht rasch an veränderte Umstände anzupassen. Häufig regeln Satzungen die Benutzung einer öffentlichen Einrichtung, etwa einer Bibliothek oder eines Schwimmbads. Ebenfalls kann durch Satzung ein Anschluss- und Benutzungszwang beschlossen werden.
Die Satzungshoheit der Gemeinde wird durch die Gemeindeordnungen konkretisiert. Diese enthalten Ermächtigungsgrundlagen zum Erlass von Satzungen und regeln das Verfahren, in dem diese zustande kommen. Die allgemeinen Satzungsermächtigungen sind derart generell gehalten, dass sie dem grundrechtlichen Gesetzesvorbehalt nicht genügen. Daher ermächtigen diese nicht zum Grundrechtseingriff. Dies stand beispielsweise der Wirksamkeit einer kommunalen Friedhofssatzung entgegen, welche von Steinmetzen eine Dokumentation der Herkunft von Grabsteinen verlangte und hierdurch in deren Berufsfreiheit (Art. 12 Abs. 1 GG) eingriff.
Die Gemeindeordnungen der Länder verpflichten die Gemeinden zum Erlass bestimmter Satzungen. Um eine solche Pflichtsatzung handelt es sich beispielsweise bei der kommunalen Hauptsatzung, welche Verfassung und Organisation regelt. Ebenfalls muss die Gemeinde eine Haushaltssatzung beschließen, in der sie regelt, wie sie ihren Haushaltsplan umsetzt. Sofern eine Gemeinde einen Eigenbetrieb betreibt, muss sie ferner eine Betriebssatzung erlassen, in den sie grundlegende Aspekte des Betriebs regelt.

#### Eingriff
Gemäß Art. 28 Abs. 2 GG erfolgt die kommunale Selbstverwaltung im Rahmen und nach Maßgabe der Gesetze. Hiernach steht sie unter einem einfachen Gesetzesvorbehalt. Daher dürfen Bund, Länder und andere Hoheitsträger durch formelles oder materielles Gesetz in die Selbstverwaltungsgarantie eingreifen. Ein Eingriff liegt etwa darin, der Gemeinde eine Aufgabe zu entziehen (Hochzonung) oder zu übertragen.
Bei der Beurteilung der Rechtmäßigkeit eines Eingriffs unterscheidet die Rechtswissenschaft zwischen dem Kernbereich und dem Randbereich der Selbstverwaltungsgarantie.

##### Kernbereich
Der Kernbereich ist dem Zugriff des Gesetzgebers entzogen. Ein Eingriff in diesen Bereich stellt daher zugleich eine Verletzung der Selbstverwaltungsgarantie dar. Vergleichbar ist der Kernbereichsschutz mit der Wesensgehaltsgarantie der Grundrechte gemäß Art. 19 Abs. 2 GG.
Um einen Kernbereichseingriff handelt es sich beispielsweise, wenn der Gemeinde auferlegt wird, für jede Regelung einer Angelegenheit der örtlichen Gemeinschaft die Genehmigung einer übergeordneten Behörde einzuholen.

##### Randbereich
Bei einem Randbereichseingriff handelt es sich um einen Eingriff in die Selbstverwaltungsgarantie, der den Kernbereich unberührt lässt.
Ein Randbereichseingriff ist der Rechtfertigung zugänglich. Deren Voraussetzungen weisen große Parallelen zum Verhältnismäßigkeitsprinzip auf, das für die Rechtfertigung von Grundrechtseingriffen von Bedeutung ist: Gerechtfertigt ist ein Randbereichseingriff, wenn er einen legitimen Zweck verfolgt, sich zu dessen Förderung eignet, erforderlich und angemessen ist.

### Subjektive Rechtsstellungsgarantie
Schließlich schützt Art. 28 Abs. 1 GG die subjektive Rechtsstellungsgarantie. Dieser ermöglicht der Gemeinde, ihre durch die Verfassung vermittelte Rechtsstellung in Gerichtsprozessen zu verteidigen. So kann sie beispielsweise die Verletzung der Rechtssubjektsgarantie oder der Rechtsinstitutionsgarantie mit der Kommunalverfassungsbeschwerde vor den Verfassungsgerichten auf Bundes- und auf Landesebene rügen.

## Kommunale Aufgabenstruktur
Der Aufgabenkreis einer Gemeinde setzt sich im Wesentlichen aus zwei Elementen zusammen: Zum einen regelt die Gemeinde Angelegenheiten der örtlichen Gemeinschaft. Zum anderen erfüllt sie Aufgaben, die ihr vom Land oder vom Bund übertragen werden. Die Übertragung von Aufgaben auf die Gemeinde bietet aus Sicht von Bund und Land den Vorteil, dass diese keinen eigenen Verwaltungsunterbau schaffen oder vorhalten müssen.
Die Unterscheidung zwischen Selbstverwaltungsangelegenheiten und übertragenen Angelegenheiten beeinflusst den Umfang des Weisungsrechts übergeordneter Hoheitsträger, die Kontrolle des Gemeindehandelns durch die Kommunalaufsicht sowie die Rechtsschutzmöglichkeiten von Bürger und Gemeinde.
In Deutschland haben sich zwei Grundtypen der kommunalen Aufgabenwahrnehmung herausgebildet: der Dualismus und der Monismus.

### Dualismus
Im dualistischen Aufgabensystem stehen Selbstverwaltungsaufgaben und übertragene Aufgaben als eigenständige Kategorien nebeneinander. Dualistisch gestaltet ist das Kommunalrecht in Bayern, Bremen, Mecklenburg-Vorpommern, Niedersachsen, Rheinland-Pfalz, dem Saarland, Sachsen-Anhalt und Thüringen. Das dualistische System knüpft an die Aufgabenverteilung in der Deutschen Gemeindeordnung von 1935 an.

#### Selbstverwaltungsaufgaben
Zu den Selbstverwaltungsaufgaben zählen die Angelegenheiten der örtlichen Gemeinschaft. Diese nimmt die Gemeinde in eigener Verantwortung wahr. Daher bestimmt sie über deren Erfüllung grundsätzlich allein.
Die Rechtswissenschaft unterscheidet zwischen freiwilligen und pflichtigen Selbstverwaltungsaufgaben. Freiwillig ist eine Aufgabe, welche die Gemeinde aus eigenem Entschluss erfüllt. Hierbei entscheidet die Gemeinde eigenständig darüber, ob und wie sie der Aufgabe nachkommt. Um freiwillige Selbstverwaltungsaufgaben handelt es sich etwa bei der Verwaltung von Kultur und Sport.
Bestimmte Selbstverwaltungsangelegenheiten erachtet der Gesetzgeber als derart bedeutend, dass er der Gemeinde gesetzlich vorgibt, dass sie diese erfüllen muss. Im Bereich solcher pflichtiger Selbstverwaltungsaufgaben kann die Gemeinde lediglich über Art und Weise der Aufgabenerledigung entscheiden. Zu den Pflichtaufgaben zählen etwa die Schulentwicklungsplanung, die Abwasserbeseitigung und die Bauleitplanung,

#### Übertragene Aufgaben
Bei einer übertragenen Aufgabe handelt die Gemeinde nach den Weisungen eines Bundeslands oder des Bundes. Hierbei handelt es sich um Aufgaben, die keine Angelegenheiten der örtlichen Gemeinschaft darstellen. Um übertragene Aufgaben des Landes handelt es sich beispielsweise bei der Ordnungsverwaltung und der Bauaufsicht. Eine Gemeindeaufgabe kraft Bundesrechts stellt etwa die Sozialhilfe dar.
Die überwiegende Anzahl der Aufgaben kraft Bundesrechts werden gemäß Art. 83, Art. 84 Abs. 1 GG durch das Land als eigene Angelegenheit ausgeführt. In diesem Fall bestimmt das Land, wie die Gemeinde die Aufgabe erledigt. Dem Bund ist es seit dem 1. September 2006 nach dem Aufgabenübertragungsverbot des Art. 84 Abs. 1 Satz 7 GG untersagt, neue Aufgaben unmittelbar auf die Gemeinde zu übertragen. Größeren Einfluss auf das Verwaltungsverfahren besitzt der Bund im Bereich der Bundesauftragsverwaltung (Art. 85 GG). Hier darf der Bund dem Land Weisungen erteilen, die dieses an die Gemeinde weitergibt.
Bei der Erfüllung einer übertragenen Aufgabe wird die Gemeinde in die Verwaltungsorganisation eines übergeordneten Rechtsträgers eingegliedert. Erteilt dieser der Gemeinde eine Weisung, besitzt diese keine Außenwirkung. Daher stellt sie gemäß § 35 Satz 1 Verwaltungsverfahrensgesetz (VwVfG) keinen Verwaltungsakt dar. Rechtsschutz gegen eine Weisung kann die Gemeinde daher mithilfe einer allgemeinen Leistungs- oder Feststellungsklage (§ 43 Abs. 1 VwGO) erlangen. Dies setzt allerdings voraus, dass die Gemeinde in einem eigenen Recht betroffen ist, was aufgrund ihrer Einbindung in einen fremden Rechtskreis lediglich in Ausnahmefällen zutrifft.

#### Organleihe
Eine Organleihe liegt vor, wenn ein der Gemeinde übergeordneter Verwaltungsträger ein Gemeindeorgan in seine Verwaltungstätigkeit vorübergehend einbindet. In vielen Ländern kann beispielsweise der Landrat als untere Verwaltungsbehörde in die Landesverwaltung eingegliedert werden.
Infolge der Organleihe wird das Gemeindeorgan in Bezug auf eine Aufgabe vorübergehend in einen fremden Rechtskreis eingegliedert. Daher haben Weisungen des entleihenden Organs gegenüber dem entliehenen Organ keine Außenwirkung. Ein Rechtsbehelf gegen das Handeln eines entliehenen Organs richtet sich gegen den entleihenden Rechtsträger, nicht hingegen gegen die Gemeinde.

### Monismus
Monistisch ist die kommunale Aufgabenstruktur in Brandenburg, Baden-Württemberg, Hessen, Nordrhein-Westfalen, Sachsen und Schleswig-Holstein. In diesen Ländern stellt die Gemeinde die alleinige Trägerin der öffentlichen Verwaltung in ihrem Gebiet dar. Hiernach führt die Gemeinde alle Aufgaben als eigene Angelegenheiten aus. So sind beispielsweise gemäß Art. 78 Abs. 2 der nordrhein-westfälischen Verfassung die Gemeinden und Gemeindeverbände in ihrem Gebiet die alleinigen Träger der öffentlichen Verwaltung, soweit die Gesetze nichts anderes vorschreiben.
Die monistische Aufgabenstruktur beruht auf dem Weinheimer Entwurf von 1948 und bezweckt die Förderung der Demokratie auf Gemeindeebene. Sie geht über die Selbstverwaltungsgarantie des Art. 28 Abs. 2 Satz 1 GG hinaus.
Dem Land steht die Gemeinde im Monismus stets als eigenständiger Verwaltungsträger gegenüber, weswegen das Land die Gemeinde nicht zur Erledigung von Landesaufgaben heranziehen kann. Auch im Monismus besitzt das Land allerdings das Bedürfnis, auf die Gemeinde als Verwaltungsbehörde zuzugreifen. Hierfür existieren in den monistisch organisierten Ländern besondere Aufgabenformen. In Nordrhein-Westfalen besteht beispielsweise die Pflichtaufgabe zur Erfüllung nach Weisung. Hierbei besitzt das Land ein beschränktes Weisungsrecht gegenüber der Gemeinde und übt neben uneingeschränkter Rechtsaufsicht beschränkte Fachaufsicht aus. Da die Gemeinde alleiniger Verwaltungsträger ist, hat eine Weisung ihr gegenüber Außenwirkung.
Auch im monistischen System besitzt der Bund die Möglichkeit, die Gemeinde im Rahmen der Bundesauftragsverwaltung zur Wahrnehmung einer Aufgabe heranzuziehen und hierbei Rechts- und Fachaufsicht auszuüben. Dies ergibt sich daraus, dass Art. 28 Abs. 2 Satz 1 GG der Gemeinde lediglich für Angelegenheiten der örtlichen Gemeinschaft die Selbstverwaltung zubilligt. An die Landesverfassungen ist der Bund nicht gebunden.

## Einwohner, Bürger und Forense
Die Gemeinde kennt den Einwohner, den Bürger und den Forensen. Bei ersteren beiden handelt es sich um Mitglieder der Gebietskörperschaft Gemeinde.

### Einwohner
Einwohner ist, wer für einen nicht unerheblichen Zeitraum seinen Wohnsitz in der Gemeinde hat. Dies umfasst auch Kinder, Zweitwohnungsinhaber und Asylbewerber. Der Gemeindeeinwohner ist berechtigt, öffentliche Einrichtungen der Gemeinde zu benutzen, von der Gemeinde Auskunft zu bedeutenden Angelegenheiten zu erhalten und an der Gemeindetätigkeit mitzuwirken.
Den Einwohner trifft die Pflicht, Kommunalabgaben zu entrichten, etwa die Grundsteuer. In einigen Ländern muss der Einwohner auch ehrenamtlich tätig werden, etwa als Schöffe (§ 31 Gerichtsverfassungsgesetz).

### Bürger
Beim Bürger handelt es sich um einen Einwohner, der das aktive Wahlrecht in der Kommune ausüben darf. Als Bürger kommen Deutsche sowie gemäß Art. 28 Abs. 1 Satz 3 auch Angehörige eines EU-Mitgliedsstaats in Frage. In der Mehrheit der Bundesländer muss er zudem 18 Jahre alt sein. In einigen genügt die Vollendung des 16. Lebensjahrs. Ferner muss der Einwohner seinen Hauptwohnsitz seit mindestens drei Monaten in der Gemeinde haben.
Dem Bürger stehen die Rechte des Einwohners zur Verfügung. Zudem ist er berechtigt, an Kommunalwahlen teilzunehmen und in das kommunale Vertretungsorgan oder in den Kreistag gewählt zu werden. Ferner kann der Bürger an Bürgerbegehren und Bürgerentscheiden mitwirken. Hierbei handelt es sich um Elemente der direkten Demokratie. Mithilfe eines Bürgerentscheids entscheiden die Bürger einer Gemeinde über eine Frage, die in den Zuständigkeitsbereich der Gemeindevertretung fällt. Beim Bürgerbegehren handelt es sich um den Antrag auf Durchführung eines Bürgerentscheids.
Die Pflichten des Bürgers stimmen mit denen des Einwohners überein. In jedem Bundesland ist zudem vorgesehen, dass der Bürger ehrenamtlich tätig wird. Hiermit verbunden ist das kommunale Vertretungsverbot, wonach es dem Inhaber eines Ehrenamts grundsätzlich verboten ist, den Anspruch eines Dritten gegen die Gemeinde gegen diese geltend zu machen.
Nach den Gemeindeordnungen in Deutschland kann eine Gemeinde Persönlichkeiten, die sich um sie besonders verdient gemacht haben, das Ehrenbürgerrecht verleihen. § 23 Abs. 1 Satz 2 der Gemeindeordnung von Rheinland-Pfalz bestimmt in Übereinstimmung mit der Rechtstradition, dass durch die Verleihung keine besondere Rechte und Pflichten begründet werden.

### Forense
Beim Forensen handelt es sich um einen auswärtigen Grundbesitzer oder Gewerbetreibenden, der durch das Handeln der Gemeinde betroffen ist. Er trägt Abgabenlasten und ist wie ein Einwohner befugt, öffentliche Einrichtungen der Gemeinde zu nutzen.

## Binnenorganisation der Gemeinde
Die Binnenorganisation der Gemeinden wird in den Gemeindeordnungen der Länder geregelt. Trotz unterschiedlicher historischer Wurzeln bestehen zahlreiche Parallelen zwischen den Strukturen innerhalb der Länder.

### Gemeindeorgane
Als juristische Person erlangt die Gemeinde erst durch ihre Organe Handlungsfähigkeit. Gemäß Art. 28 Abs. 1 Satz 2 GG muss jede Gemeinde über eine demokratisch gewählte Gemeindevertretung als Organ verfügen. In vielen Ländern wird diese als Gemeinderat bezeichnet. Im Übrigen steht es den Ländern frei, neben der Gemeindevertretung weitere Organe zu schaffen und mit Kompetenzen auszustatten.
In Deutschland entwickelten sich zunächst vier Arten von Gemeindeverfassungen: die Magistratsverfassung, die Bürgermeisterverfassung sowie die süddeutsche und die norddeutsche Ratsverfassung. Diese Systeme unterscheiden sich hinsichtlich der Kompetenzverteilung zwischen der Gemeindevertretung und weiteren Gemeindeorganen, etwa dem Bürgermeister, dem Magistraten und dem Direktoren. Ende des 20. Jahrhunderts reformierten viele Länder ihr Kommunalrecht, um die Einbindung der Bürger in das politische Geschehen zu verstärken. Infolgedessen glich sich die kommunale Organisation in den Ländern in Orientierung an der süddeutschen Ratsverfassung weitgehend an.

#### Gemeindevertretung
Bei der Gemeindevertretung handelt es sich um ein Zentralorgan der Gemeinde. Sie weist zwar Parallelen zu Legislativorganen auf, allerdings handelt es sich mangels der Befugnis, formelles Recht zu setzen, nicht um ein Parlament, sondern um ein Verwaltungsorgan.

##### Aufgaben
Die Gemeindevertretung ist grundsätzlich für alle Angelegenheiten der örtlichen Gemeinschaft zuständig. Alle deutschen Gemeindeordnungen sehen vor, dass die Gemeindevertretung über bestimmte für die Gemeinde wesentliche Fragen selbst entscheiden muss, weswegen sie diese nicht an andere Organe delegieren darf. In Nordrhein-Westfalen zählen hierzu beispielsweise gemäß § 41 Abs. 1 Satz 2 der nordrhein-westfälischen Gemeindeordnung (GO NRW) die Feststellung des Jahresabschlusses und die Entscheidung über das Ehrenbürgerrecht. Die Gemeindevertretung fasst ihre Entscheidungen durch Beschluss ihrer Mitglieder. Sitzungen der Gemeindevertretung sind grundsätzlich öffentlich.
Weiterhin kontrolliert die Gemeindevertretung das Handeln der Gemeindeverwaltung. Hierzu hat sie Anspruch auf Auskunft und Akteneinsicht.

##### Mitglieder
Das Vertretungsorgan setzt sich aus Mitgliedern zusammen, die gemäß Art. 28 Abs. 1 Satz 2 GG in allgemeiner, freier, gleicher, unmittelbarer und geheimer Wahl gewählt werden. Diese fünf Wahlgrundsätze entsprechen inhaltlich denen, die Art. 38 Abs. 1 Satz 1 GG für die Bundestagswahl normiert. Ebenfalls ein Mitglied der Gemeindevertretung ist in vielen Ländern der Bürgermeister In Bayern umfasst die Gemeindevertretung zusätzlich Berater.
Die Wahl der Gemeindevertretung regeln die Länder in ihren Kommunalwahlgesetzen. Hier haben sich unterschiedliche Systeme etabliert, die das Wahlverfahren und die Zusammensetzung des Vertretungsorgans regeln. In allen Ländern erfolgt die Wahl anhand der Prinzipien der Verhältniswahl. Die Anzahl der Mitglieder der Gemeindevertretung orientiert sich an der Einwohnerzahl der Gemeinde. Sperrklauseln existieren im Kommunalwahlrecht mittlerweile nicht mehr: Da diese die Gleichheit der Wahl beeinträchtigen, sind sie nur zulässig, soweit sie sicherstellen, dass der Gemeinderat funktionsfähig bleibt. Die Gefahr der Funktionsunfähigkeit der Vertretung durch eine zu große Anzahl von Parteien besteht im Regelfall jedoch nicht.
Die Mitgliedschaft in der Gemeindevertretung ist in allen Bundesländern mit ausgewählten anderen öffentlichen Funktionen inkompatibel. So darf in Nordrhein-Westfalen beispielsweise gemäß § 13 des Kommunalwahlgesetzes nicht der Gemeindevertretung angehören, wer Angestellter oder Beamter der Gemeinde ist. Hierdurch soll die Gewaltenteilung gefördert werden.
Die Mitglieder der Gemeindevertretung besitzen ein freies Mandat. Hiernach sind sie nicht an Aufträge und Weisungen gebunden und bei ihren Entscheidungen ausschließlich ans eigene Gewissen gebunden. Dieses Recht weist Parallelen zum freien Mandat der Bundestagsabgeordneten aus Art. 38 Abs. 1 Satz 2 GG auf. Anders als diese besitzen Vertretungsmitglieder allerdings weder Indemnität noch Immunität. Aus dem freien Mandat folgt das Recht des Mitglieds, am Geschehen in der Gemeindevertretung mitzuwirken, etwa durch Teilnahme an deren Sitzungen, durch das Einbringen von Redebeiträgen und Beschlussvorlagen sowie durch Beteiligung an Abstimmungen. Umfang und Grenzen der Mitwirkungsrechte der Vertretungsmitglieder können durch eine Geschäftsordnung ausgestaltet werden. Diese kann in der Regel in der Form eines einfachen Beschlusses gefasst werden, es sei denn, sie regelt Inhalte mit Außenwirkung, etwa Entschädigungszahlungen.
In einigen Ländern sind die Vertretungsmitglieder ausdrücklich zur Treue gegenüber der Gemeindevertretung verpflichtet. Eine Ausprägung der Treuepflicht stellt die Pflicht zur Verschwiegenheit über Angelegenheiten der Gemeindevertretung dar, die in allen Ländern besteht. Diese Pflicht besteht insbesondere für Informationen aus nichtöffentlichen Sitzungen der Gemeindevertretung. Mit der Meinungsfreiheit des Vertretungsmitglieds (Art. 5 Abs. 1 Satz 1 GG) ist diese Beschränkung vereinbar. Ferner besteht für die Vertretungsmitglieder ähnlich wie für die Ehrenamtlichen in den meisten Ländern ein Vertretungsverbot. Von Entscheidungen, die sie selbst unmittelbar betreffen, sind sie wegen Befangenheit ausgeschlossen.

##### Fraktionen
Ähnlich den Parlamenten können sich politisch gleich gesinnte Mitglieder der Kommunalvertretung zu einer Fraktion zusammenschließen. Hierdurch sollen Mitglieder, die ähnliche Interessen haben, die Möglichkeit erhalten, diese koordiniert durchzusetzen. Meist bestehen die Fraktionen aus Mitgliedern einer politischen Partei oder eines Wahlbündnisses.
Die Fraktion stellt ein Hilfsorgan der Kommunalvertretung dar. Die Gemeindeordnung bzw. Landkreisordnung, die Hauptsatzung dieser kommunalen Körperschaften oder deren Geschäftsordnung können eine Mindestzahl von Mitgliedern für die Bildung einer Fraktion vorsehen, da der Fraktionsstatus regelmäßig mit besonderen Rechten verbunden ist. Hierzu zählt beispielsweise das Recht, die Vertretungskörperschaft einzuberufen und Tagesordnungspunkte zu beantragen.
Die Fraktion verwaltet sich grundsätzlich eigenständig. Allerdings muss sie hierbei nach demokratischen Grundsätzen vorgehen. Hiernach arbeitet die Fraktion nach dem Mehrheitsprinzip und unterlässt Fraktionszwang. Der Grund für den Ausschluss eines Mitglieds ist eine langfristige Störung der gemeinsamen Zusammenarbeit. Er erfolgt durch einen Fraktionsbeschluss, vor dem der Betroffene durch die Fraktion angehört wird.

##### Kommunale Ausschüsse
Die Kommunalvertretung kann Ausschüsse bilden, um die eigene Tätigkeit durch Arbeitsteilung effizienter zu gestalten. Ausschüsse besitzen die Stellung von Hilfsorganen der Vertretungskörperschaft. Sie können entweder bloß beratende Funktion haben oder anstelle der Vertretung Beschlüsse fassen.
Grundsätzlich ist die Kommunalvertretung bei der Bildung der Ausschüsse frei. Die Gemeindeordnungen und Landkreisordnungen sehen allerdings die Bildung von Pflichtausschüssen vor. Gemäß § 57 Abs. 2 Satz 1 GO NRW müssen beispielsweise ein Hauptausschuss, ein Finanzausschuss und ein Rechnungsprüfungsausschuss eingesetzt werden. Ausschüsse können als ständige oder begrenzt als zeitweilige Ausschüsse gebildet werden.
Die Zusammensetzung von Ausschüssen richtet sich nach dem Grundsatz der Spiegelbildlichkeit. Hiernach müssen die Mehrheitsverhältnisse im Ausschusses der Stärke der Fraktionen in der Kommunalvertretung entsprechen. Allerdings dürfen als Ausschussmitglieder auch solche Personen berufen werden, die der Kommunalvertretung nicht angehören. Diese Ausschussmitglieder werden als Sachkundige Einwohner oder Sachkundige Bürger bezeichnet. Meistens schreibt das Gemeindeverfassungsrecht vor, dass mehr als die Hälfte der Ausschussmitglieder allerdings Mitglieder der Kommunalvertretung sein müssen.
Eine Sonderstellung unter den Ausschüssen nimmt der Jugendhilfeausschuss ein. Seine Zusammensetzung erfolgt zunächst nicht nach Landesrecht, sondern nach § 71 Abs. 1 SGB VIII, das die Kinder- und Jugendhilfe regelt. Innerhalb der von § 71 Abs. 1 SGB VIII gezogenen Grenzen darf gemäß § 71 Abs. 5 SGB VIII Landesrecht das Nähere bestimmen.
Grundsätzlich haben die Ausschüsse kein Selbstbefassungsrecht. Demnach bestimmen sie die wesentlichen Beratungspunkte ihrer Sitzungen nicht selbst, sondern beraten die Punkte, die ihnen vom Hauptausschuss oder von der Kommunalvertretung zur Vorbefassung überwiesen werden. Eine Ausnahme stellt auch hier der Jugendhilfeausschuss dar: Gemäß § 71 Abs. 2 SGB VIII befasst sich dieser mit allen Angelegenheiten der Jugendhilfe. Nach § 71 Abs. 3 SGB VIII hat der Jugendhilfeausschuss in Angelegenheiten der Jugendhilfe im Rahmen der von der Vertretungskörperschaft bereitgestellten Mittel, der von ihr erlassenen Satzung und der von ihr gefassten Beschlüsse auch ein eigenes Beschlussrecht. Hierzu gehört auch ein eigenes Antragsrecht an die Kommunalvertretung, über das die anderen Ausschüsse mangels eines Selbstbefassungsrechts nicht verfügen.

##### Beiräte und Kommissionen
Zur Erledigung bestimmter Fragestellungen können in allen Bundesländern Kommissionen und Beiräte zumeist freiwillig gebildet werden. Diese haben zumeist lediglich Anhörungsrechte und können für die Gemeindevertretung Empfehlungen erarbeiten. Zum Teil sind Beiräte und Kommissionen in den Gemeindeordnungen ausdrücklich vorgesehen. In nahezu allen Bundesländern ist die Bildung eines Ausländerbeirates vorgeschrieben.

#### Bürgermeister
Zweites zentrales Gemeindeorgan ist der Bürgermeister. Dieser wird in kreisfreien Städten, großen Kreisstädten sowie großen selbständigen Städten, Mittelstädten und vielen großen kreisangehörigen Städten als Oberbürgermeister bezeichnet.
Der Bürgermeister leitet in den meisten Ländern die Gemeindeverwaltung. Innerhalb der Gemeindevertretung hat er meistens den Vorsitz, leitet deren Sitzungen und führt deren Beschlüsse aus. Weiterhin repräsentiert der Bürgermeister die Gemeinde nach außen. Hierzu darf er sich in amtlicher Funktion zu Angelegenheiten der örtlichen Gemeinschaft in sachlicher Weise äußern. Handelt der Bürgermeister nach außen hin, ohne dass dem ein Beschluss der Gemeindevertretung zugrunde liegt, ist dies nach vorherrschender Auffassung in der Rechtswissenschaft grundsätzlich wirksam. Schließlich führt der Bürgermeister die Geschäfte der laufenden Verwaltung. Hierzu zählen Angelegenheiten, die regelmäßig erledigt werden müssen und eine wirtschaftlich untergeordnete Bedeutung besitzen.
Die nähere Ausgestaltung des Amts des Bürgermeisters weicht in den Bundesländern erheblich voneinander ab. In allen Ländern außer in Hessen ist die Verwaltungsleitung monokratisch strukturiert, der jeweilige Amtsinhaber handelt also alleine. In Hessen obliegt diese Aufgabe dem kollegial ausgestalteten Gemeindevorstand und in den Städten dem Magistraten als Verwaltungsorgan. Entscheidungen werden dort aber ebenfalls nach dem Mehrheitsprinzip getroffen (Kollegialprinzip).

### Organe weiterer Kommunalverbände
Entsprechend den Gemeinden haben auch die Landkreise, höheren Kommunalverbände, die Zweckverbände, die Verwaltungsgemeinschaften und Stadt-Umlandverbände eine zentrale Gemeindevertretung und eine monokratisch oder kollegial organisierte Verwaltungsleitung. Hinzu können weitere Organe treten, die zumeist aus der jeweiligen Gemeindevertretung gebildet werden:
- Gemeindeverwaltungsverband in Baden-Württemberg: Verbandsversammlung
- Landkreis/Kreis: Kreistag – Landrat/Oberkreisdirektor – Kreisausschuss
- Landschaftsverband: Landschaftsversammlung – Direktor des Landschaftsverbandes – weiteres Gremium: Landschaftsausschuss
- Samtgemeinde in Niedersachsen: Samtgemeinderat – Samtgemeindebürgermeister – Samtgemeindeausschuss
- Verbandsgemeinde in Rheinland-Pfalz: Verbandsgemeinderat – Bürgermeister
- Verbandsgemeinde in Sachsen-Anhalt: Verbandsgemeinderat – Verbandsgemeindebürgermeister
- Vereinbarte Verwaltungsgemeinschaft in Baden-Württemberg: gemeinsamer Ausschuss
- Verwaltungsgemeinschaften in Bayern und Thüringen: Gemeinschaftsversammlung – Gemeinschaftsvorsitzender
- Verwaltungsgemeinschaften in Sachsen: Gemeinschaftsausschuss – Gemeinschaftsvorsitzender
- Verwaltungsgemeinschaften in Sachsen-Anhalt: Gemeinschaftsausschuss – Leiter des gemeinsamen Verwaltungsamt
- Verwaltungsverband in Sachsen: Verbandsversammlung – Verbandsvorsitzender
- Zweckverband (kommunale Kooperation): Zweckverbandsversammlung – Zweckverbandsvorsteher

### Bezirksverfassung und Ortschaftsverfassung
In allen Gemeindeordnungen ist eine freiwillige oder zwingende Einteilung des Stadtgebietes in Bezirke oder Ortschaften mit jeweiligen Stadtteilvertretungen vorgesehen, um durch eine stärkere Innengliederung mehr Bürgern die Teilnahme an der Kommunalpolitik zu ermöglichen. Auch sind im Rahmen der kommunalen Neugliederung Gemeindevertretungen weggefallen, so dass die Stadtteilvertretungen die Interessenvertretung der ehemaligen Gemeinden sicherstellen sollen. Diese Vertretungen haben eigene Entscheidungs- und Anhörungsrechte, müssen sich aber an den allgemeinen Vorgaben der Gemeindevertretung orientieren.

### Kommunalverfassungsstreit
Der Begriff „Kommunalverfassungsstreit“ bezeichnet Streitigkeiten, die innerhalb der Gemeindeorgane über organschaftliche Rechte geführt werden. Streiten sich Angehörige eines Organs untereinander, etwa mehrere Ratsmitglieder, bezeichnet die Rechtswissenschaft dies als Intraorganstreit. Streiten sich verschiedene Gemeindeorgane, etwa ein Gemeinderatsmitglied mit dem Bürgermeister, spricht sie von einem Interorganstreit.
Beim Kommunalverfassungsstreit handelt es sich um eine öffentlich-rechtliche Streitigkeit nichtverfassungsrechtlicher Art, weshalb er gemäß § 40 Abs. 1 Satz 1 VwGO vor der Verwaltungsgerichtsbarkeit geführt wird. Da Maßnahmen innerhalb von Gemeindeorganen typischerweise keine Außenwirkung entfalten, stellen sie keine Verwaltungsakte dar. Statthafte Klagearten sind in derartigen Fällen daher die allgemeine Leistungsklage sowie die Feststellungsklage (§ 43 Abs. 1 VwGO). Erstere richtet sich auf die Vornahme oder Unterlassung einer bestimmten Handlung, etwa auf das Einschreiten des Bürgermeisters gegen eine Störung einer Sitzung. Für andere Begehren, etwa die Rechtmäßigkeitskontrolle eines in der Vergangenheit liegenden Sachverhalts, ist die Feststellungsklage statthaft.

## Kommunale Unternehmen
Zur Erfüllung ihrer Aufgaben darf die Gemeinde Unternehmen betreiben. Um solche handelt es sich etwa bei Stadt- und Gemeindewerken. Einige Stimmen in der Rechtswissenschaft nehmen an, dass dieses Recht unmittelbar aus der kommunalen Selbstverwaltungsgarantie folgt. Die Definition kommunaler unternehmerischer Tätigkeit variiert in den Ländern. § 107 Abs. 1 Satz 3 GO NRW definiert sie beispielsweise als Betrieb eines Unternehmens, das am Markt in einer Weise tätig wird, wie es auch ein Privater in Gewinnerzielungsabsicht könnte.
Die Gemeinde soll nur im begrenzten Umfang tätig werden, damit weder privatwirtschaftliche Konkurrenz verdrängt wird, noch die Entfaltung von Gewerbe behindert wird. Daher unterliegt die Zulässigkeit der Aufnahme einer kommunalwirtschaftlichen Betätigung rechtlichen Bindungen, die in den Gemeindeordnungen normiert sind. Auf welche Weise sich ein kommunalwirtschaftliches Unternehmen am Markt beteiligen darf, wird demgegenüber maßgeblich durch das Wettbewerbsrecht geregelt.

### Voraussetzungen kommunaler Wirtschaftstätigkeit
Die meisten Gemeindeordnungen gestatten die kommunale Wirtschaftstätigkeit unter drei Voraussetzungen. Diese orientieren sich an der Deutschen Gemeindeordnung von 1935.
Zunächst muss ein öffentlicher Zweck die wirtschaftliche Betätigung der Gemeinde erfordern. Als solcher kommt jeder Zweck in Frage, dessen Förderung in die Zuständigkeit der Gemeinde fällt. Grundsätzlich nicht ausreichend ist allerdings der Wille, Gewinne zu erzielen. Andernfalls besäße das Kriterium des öffentlichen Zwecks keine beschränkende Funktion. Gewinnerzielung genügt jedoch als Motiv, soweit sie sich auf ein untergeordnetes Element eines Unternehmens bezieht und geringen Umfang besitzt. Dies trifft etwa zu, wenn eine Gemeinde ungenutzte Kapazitäten eines öffentlichen Unternehmens ausnutzen will. Umstritten ist in der Rechtswissenschaft, ob der Schutz von Arbeitsplätzen einen geeigneten öffentlichen Zweck darstellt.
Weiterhin muss die Betätigung nach Art und Umfang in einem angemessenen Verhältnis zu der Leistungsfähigkeit der Gemeinde stehen. Dieses Merkmal ist erfüllt, wenn die Betätigung nicht die Gefahr birgt, dass sich die Gemeinde wirtschaftlich überfordert.
Schließlich ist die kommunale Wirtschaftstätigkeit subsidiär gegenüber privater Wirtschaftstätigkeit. Die Anforderungen an die Subsidiarität variieren unter den Bundesländern: In einigen darf der öffentliche Zweck durch andere Unternehmen nicht besser und wirtschaftlicher erfüllt werden können. In anderen steht es der kommunalen Wirtschaftstätigkeit bereits entgegen, wenn ein Privater den Zweck genauso gut erfüllen könnte, wie die Gemeinde.
Grundsätzlich beschränkt sich die Wirtschaftstätigkeit einer Gemeinde auf ihr Gemeindegebiet. Einige Gemeindeordnungen sehen allerdings auch die Möglichkeit vor, dass die Gemeinde außerhalb ihres Gebiets Unternehmen errichtet. Dies ist regelmäßig an zusätzliche Voraussetzungen geknüpft. Gemäß § 107 Abs. 3 GO NRW muss die Gemeinde beispielsweise sicherstellen, dass die Interessen der Gemeinde, in deren Gebiet das Unternehmen errichtet werden soll, nicht beeinträchtigt werden.
Umstritten ist in der Rechtswissenschaft, ob Private gerichtlich gegen den Betrieb eines kommunalen Unternehmens vorgehen können. Da das deutsche Verwaltungsrecht auf dem Verletztenprinzip aufbaut, muss der Private gemäß § 42 Abs. 2 VwGO geltend machen, in einem eigenen Recht verletzt worden zu sein. Die Rechtsprechung nahm in einigen Entscheidungen an, dass die Zulässigkeitsvoraussetzungen allein die Gemeinde vor wirtschaftlicher Überforderung schützen, weswegen Private Verstöße gegen diese nicht rügen können. Ein Berufen auf die Berufsfreiheit sei lediglich in Fällen für möglich, in denen die kommunale Wirtschaftstätigkeit zu einem Verdrängungswettbewerb führt. Mittlerweile erkennt die Rechtsprechung jedoch an, dass zumindest das Erfordernis eines öffentlichen Zwecks sowie die Subsidiarität kommunaler Wirtschaftstätigkeit auch Schutz zugunsten Privater entfalten.

### Formen wirtschaftlicher Betätigung
Zur wirtschaftlichen Betätigung stehen der Gemeinde unterschiedliche Rechtsformen offen, die dem öffentlichen Recht oder dem Privatrecht angehören.
Als öffentlich-rechtliche Organisationsformen stehen der Gemeinde der Regiebetrieb, der Eigenbetrieb und die Anstalt des öffentlichen Rechts zur Auswahl. Bei einem Regiebetrieb handelt es sich um ein Unternehmen, das einen unmittelbaren Bestandteil der öffentlichen Gemeindeverwaltung darstellt. Er besitzt keine eigene Rechtspersönlichkeit und ist wirtschaftlich eng an die Gemeinde gebunden. Der Eigenbetrieb zeichnet sich demgegenüber dadurch aus, dass er gegenüber der Gemeinde wirtschaftlich verselbstständigt ist. Wird ein Betrieb als Anstalt des öffentlichen Rechts geführt, tritt er darüber hinaus auch rechtlich eigenständig auf.
Daneben kann die Gemeinde auf Rechtsformen des Privatrechts zugreifen. Dies besitzt den Vorteil, dass deren Rechtsrahmen meist flexibler ist. Zudem kann die Gemeinde Anteile an einem privatrechtlich geführten Unternehmen an Dritte veräußern. Um die Gemeinde vor finanzieller Überforderung zu schützen, erlauben die Gemeindeordnungen eine Betätigung lediglich in Form einer Gesellschaft, die der Gemeinde eine Haftungsbeschränkung erlaubt. Dies trifft insbesondere auf die GmbH zu. Auch durch Betrieb einer Aktiengesellschaft (AG) entgeht die Gemeinde einer unbeschränkten Haftung, allerdings sehen einige Gemeindeordnungen vor, dass eine AG lediglich dann betrieben werden soll, sofern eine andere Organisationsform ungeeignet ist. Möglich ist auch eine Kooperation über kommunale Grenzen hinweg sowie die Beteiligung natürlicher oder juristischer Personen des Privatrechts im Wege einer Öffentlich-privaten Partnerschaft (PPP). In einer Vereinigung des Privatrechts übt die Gemeinde ihren Einfluss aus, indem sie Vertreter in die jeweiligen Aufsichtsgremien entsendet. Das Gesellschaftsrecht beschränkt allerdings die Möglichkeit der Gemeinde, ihren Vertretern Weisungen zu erteilen. Wird das Unternehmen durch die Gemeinde oder einen anderen Hoheitsträger beherrscht, ist es gemäß Art. 1 Abs. 3 GG in vollem Umfang an Grundrechte gebunden, sofern es zu öffentlichen Zwecken handelt.

### Nichtwirtschaftliche Betätigung
Einige Gemeindeordnungen unterscheiden zwischen wirtschaftlicher und nichtwirtschaftlicher Gemeindetätigkeit. Zu letzterer zählen typischerweise Unternehmen, welche der Daseinsvorsorge dienen oder die Gemeinde kraft Gesetzes betreiben muss. Diese bezeichnen die Gemeindeordnungen oft als Einrichtungen. Der Betrieb einer Einrichtung ist nicht an die Zulässigkeitsvoraussetzungen gebunden, die für die wirtschaftliche Betätigung gelten.

## Kommunalaufsicht
Die Kommunalaufsicht beaufsichtigt das Handeln der Gemeinde und schreitet gegebenenfalls als übergeordnete Behörde ein. Dies verfolgt im Wesentlichen zwei Zwecke: Zum einen stellt die Beaufsichtigung der Gemeinde sicher, dass die Gemeinde ihre Bindung an Recht und Gesetz gemäß Art. 20 Abs. 3 GG befolgt. Zum anderen stellt die Kommunalaufsicht sicher, dass das Handeln der Gemeinde eine hinreichende demokratische Legitimation besitzt (Art. 20 Abs. 2 Satz 1 GG).
Je nach Tätigkeitsbereich der Gemeinde beschränkt sich der Aufgabenkreis der Kommunalaufsicht auf eine allgemeine Rechtsaufsicht oder umfasst darüber hinaus auch eine Fachaufsicht.

### Zuständigkeit
Die allgemeine Kommunalaufsicht wird über kreisangehörige Gemeinden von den Landkreisen, über kreisfreie Städte durch die jeweilige Landesmittelbehörde Bezirksregierung oder Regierungspräsidium wahrgenommen. Die Fachaufsicht wird regelmäßig durch die für das jeweilige Fachgebiet zuständige und der Gemeinde übergeordnete Behörde geführt.

### Kontrollumfang
Der Kontrollumfang der Kommunalaufsicht richtet sich danach, ob die Gemeinde im eigenen oder im übertragenen Wirkungskreis tätig wird.
Im Bereich der Selbstverwaltungsaufgaben führt die Kommunalaufsicht lediglich Rechtsaufsicht. Sie überprüft also die Rechtmäßigkeit des Handelns der Gemeinde, nicht hingegen dessen Zweckmäßigkeit. Im Rahmen der Selbstverwaltungsaufgaben steht die Gemeinde dem Land als eigenständiger Rechtsträger gegenüber. Daher besitzt eine Maßnahme der Kommunalaufsicht gegenüber der Gemeinde Außenwirkung. Sofern die übrigen Voraussetzungen des § 35 Satz 1 VwVfG vorliegen, handelt es sich daher um einen Verwaltungsakt. Daher kann die Gemeinde gerichtlich mithilfe der Anfechtungsklage (§ 42 Abs. 1 Alt. 1 VwGO) gegen eine solche Maßnahme vorgehen.
Im Rahmen der übertragenen Aufgaben führt die Kommunalaufsicht zusätzlich Fachaufsicht. Sie überprüft also neben der Rechtmäßigkeit auch die Zweckmäßigkeit des Gemeindehandelns. Erteilt die Aufsichtsbehörde der Gemeinde eine fachliche Weisung, handelt es sich hierbei regelmäßig mangels Außenwirkung nicht um einen Verwaltungsakt. Auch wird die Gemeinde durch eine solche Weisung grundsätzlich nicht in einem eigenen Recht betroffen, weshalb sie hiergegen nicht gerichtlich vorgehen kann. Möglich ist dies lediglich, falls eine fachliche Weisung in das Selbstverwaltungsrecht der Gemeinde eingegriffen wird. Dies trifft etwa zu, wenn der Gemeinde vorgegeben wird, mit welchen Mitteln oder mit welchem Personal sie der Weisung nachkommen soll.

### Kontrollinstrumente
Der Kommunalaufsicht stehen zur Erfüllung ihrer Aufgabe präventive und repressive Instrumente zur Verfügung.
Präventive Kontrollinstrumente stellen schwere Eingriffe in die Selbstverwaltungsgarantie dar. Daher beschränkt das Gesetz diese auf wenige Fälle. Zu den präventiven Instrumenten zählen Anzeigepflichten, wie sie etwa § 115 GO NRW für einige bedeutende Handlungen der Gemeinde vorsieht. Ebenfalls präventiv wirken Genehmigungsvorbehalte. Einen solchen sieht etwa § 10 Abs. 2 BauGB für die Aufstellung von Bebauungsplänen vor, denen kein Flächennutzungsplan zugrunde liegt.
Zu den repressiven Instrumenten zählen das Recht zur Beanstandung und zur Aufhebung eines Beschlusses des Gemeinderats oder einer Maßnahme des Bürgermeisters. Unterlässt die Gemeinde pflichtwidrig ein Handeln, kann die Kommunalaufsicht der Gemeinde dazu anweisen, die Handlung vorzunehmen. Ist dies erfolglos, kann die Gemeinde die Handlung anstelle der Gemeinde auf deren Kosten vornehmen. In besonderen Fällen kann der Gemeinderat aufgelöst werden.